# 地表集電方式

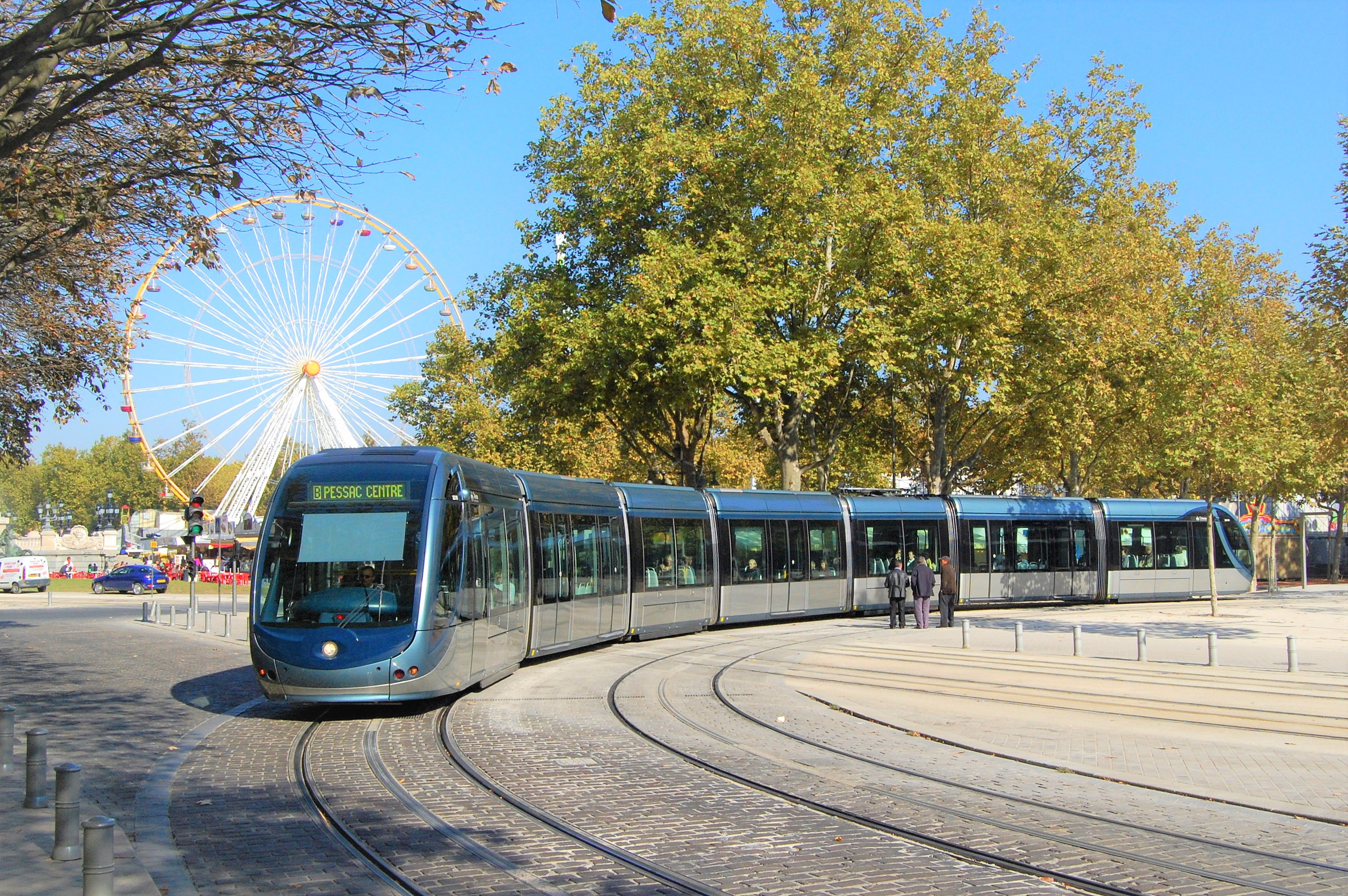
ボルドーのトラム。架線がなく、線路中央の第三軌条から集電している。

地表集電方式（ちひょうしゅうでんほうしき）は路面電車で用いられる第三軌条方式による集電方式である。
架線が不要であるため景観の面からは優れているが、感電や短絡による事故を防止するための機構が必要となる。19世紀末に登場したもののその後廃れていたが、21世紀に入って新たな技術が実用化されている。
路面電車の第三・第四軌条による集電方法には、このほかに地中の溝の中に給電用レールを配置した地中溝集電方式（コンデュイット方式、Conduit current collection）があった。

## 固定接点電極方式
固定接点電極方式は19世紀末にパリで実用化された方式である。給電用レールは短い区間に絶縁され、車両が通りすぎるごとにスイッチを切り替えて、車両の真下にある部分にのみ通電されるようにしたものである。しかしこの方式は安全性に欠け、事故が多発したため早期に姿を消した。

## イノレール式APS
イノレール式APS（フランス語: Alimentation par le sol：地表給電）はアルストムの子会社のイノレール（INNORAIL）社が開発した地表集電システムである。
給電用レールは線路の中央に敷設され、8mの給電区間と3mの絶縁区間が交互に連なっている。車両下面の接地アンテナから誘導電流を出し、これを地上の誘導コイルで受けて制御箱のスイッチを切り替えることにより、車両の真下にある部分の給電レールにのみ通電する。また受電に失敗した場合も車載のバッテリーにより400mまでは自走が可能である。

### ボルドーの事例

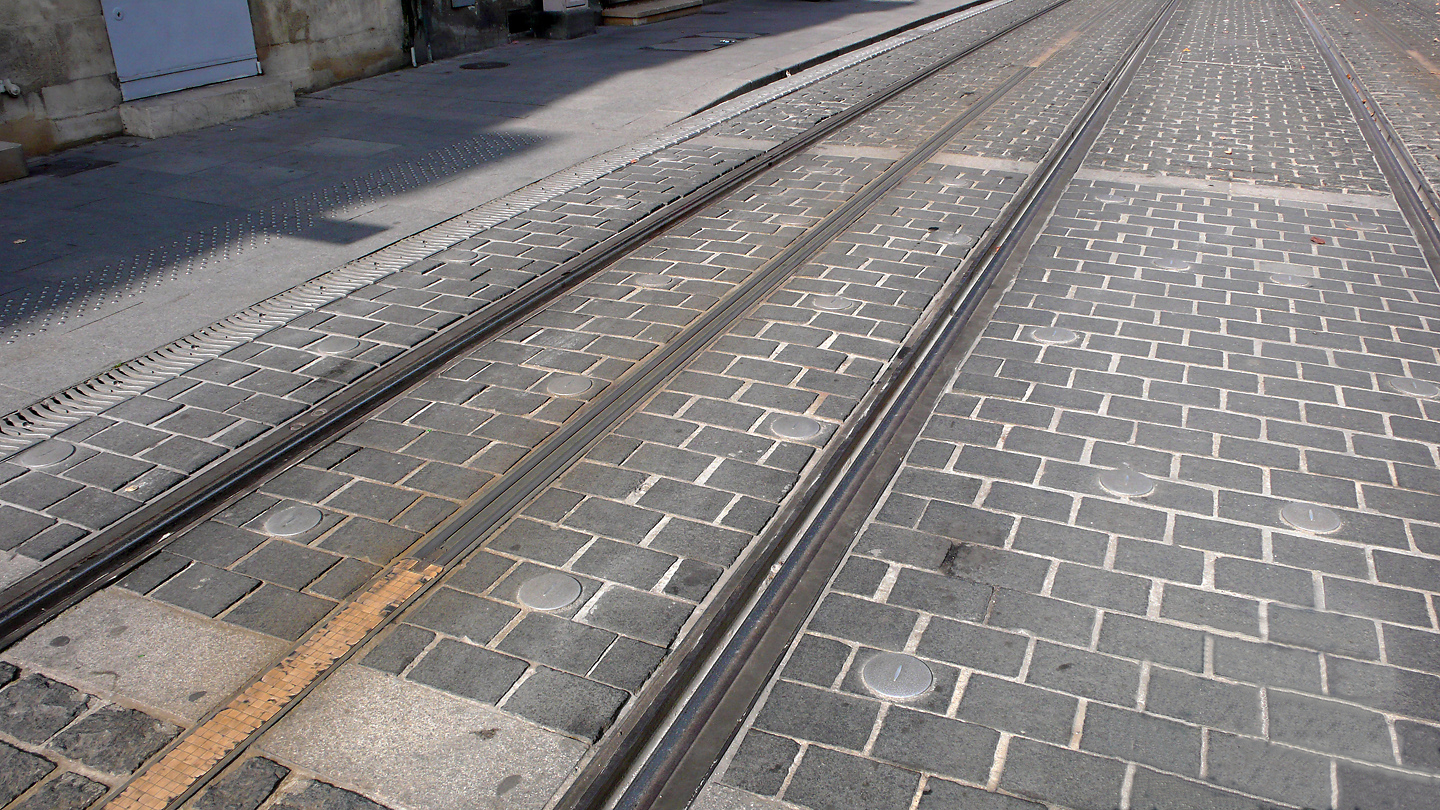
給電区間の第三軌条・左下の色違いの部分が絶縁区間

フランスのボルドーではVAL方式による地下鉄（メトロ）の建設が決まりかけていたが、1990年代に路面電車（トラム）に変更された。その際ガロンヌ川左岸の歴史地区（2007年「月の港ボルドー」として世界遺産指定）の景観を守るため架線のないイノレール式APSが採用され、2003年12月21日に運行を開始した。車両はアルストムのシタディス（Citadis）をAPS対応にしたものが用いられている。
ボルドーでは特に景観への配慮の必要な歴史地区やガロンヌ川の橋上などでAPS方式が使用されているが、郊外では架線集電となる。ただし郊外でも乗務員の訓練用や消防自動車の出動を妨げないため、また地域のシンボルとして短区間のAPS集電区間がある。APSシステムの設置には通常の架線に比べおよそ3倍の費用が必要になるが、建設費全体ではAPS採用によるコストの上昇は5%程度であった。
開業直後には絶縁不良やブレーカーの誤作動などによる故障が多発し、特に雨の日には運行率が著しく下がった。しかし制御箱の改良などにより徐々に改善され、2007年ごろには年あたりの運休時間が10時間程度にまで減少している。

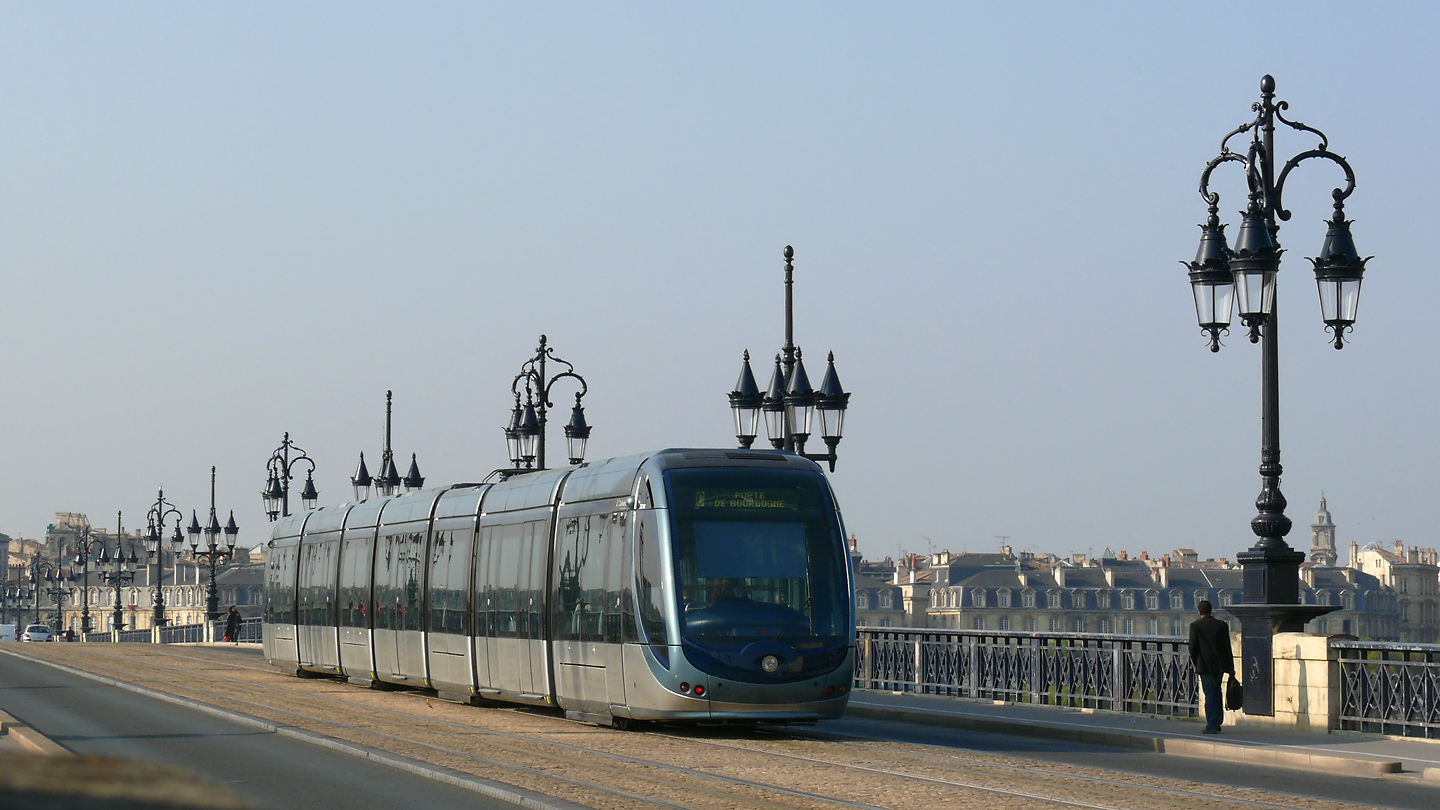
ガロンヌ川の橋を渡るトラム
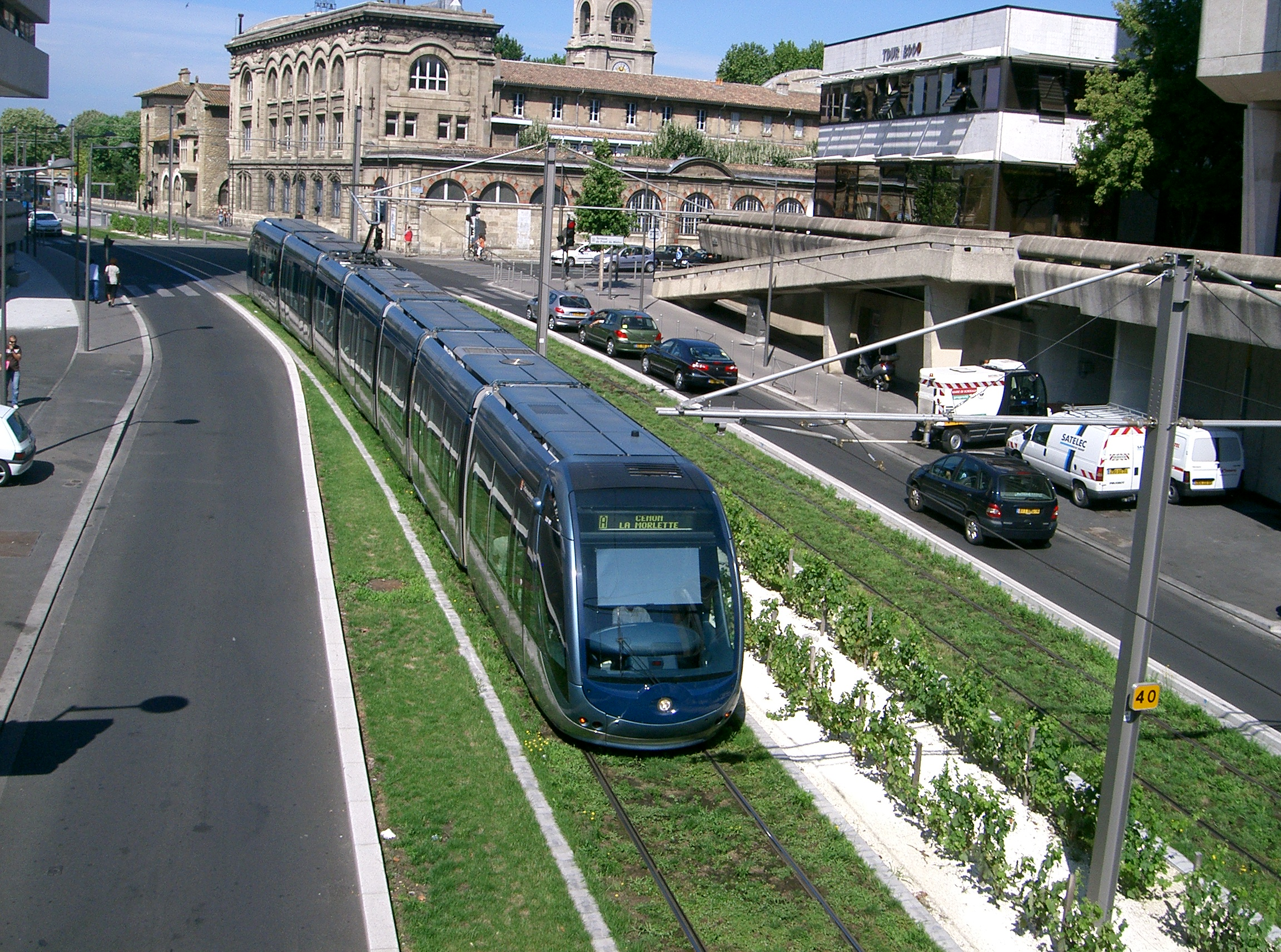
郊外では架線集電となる
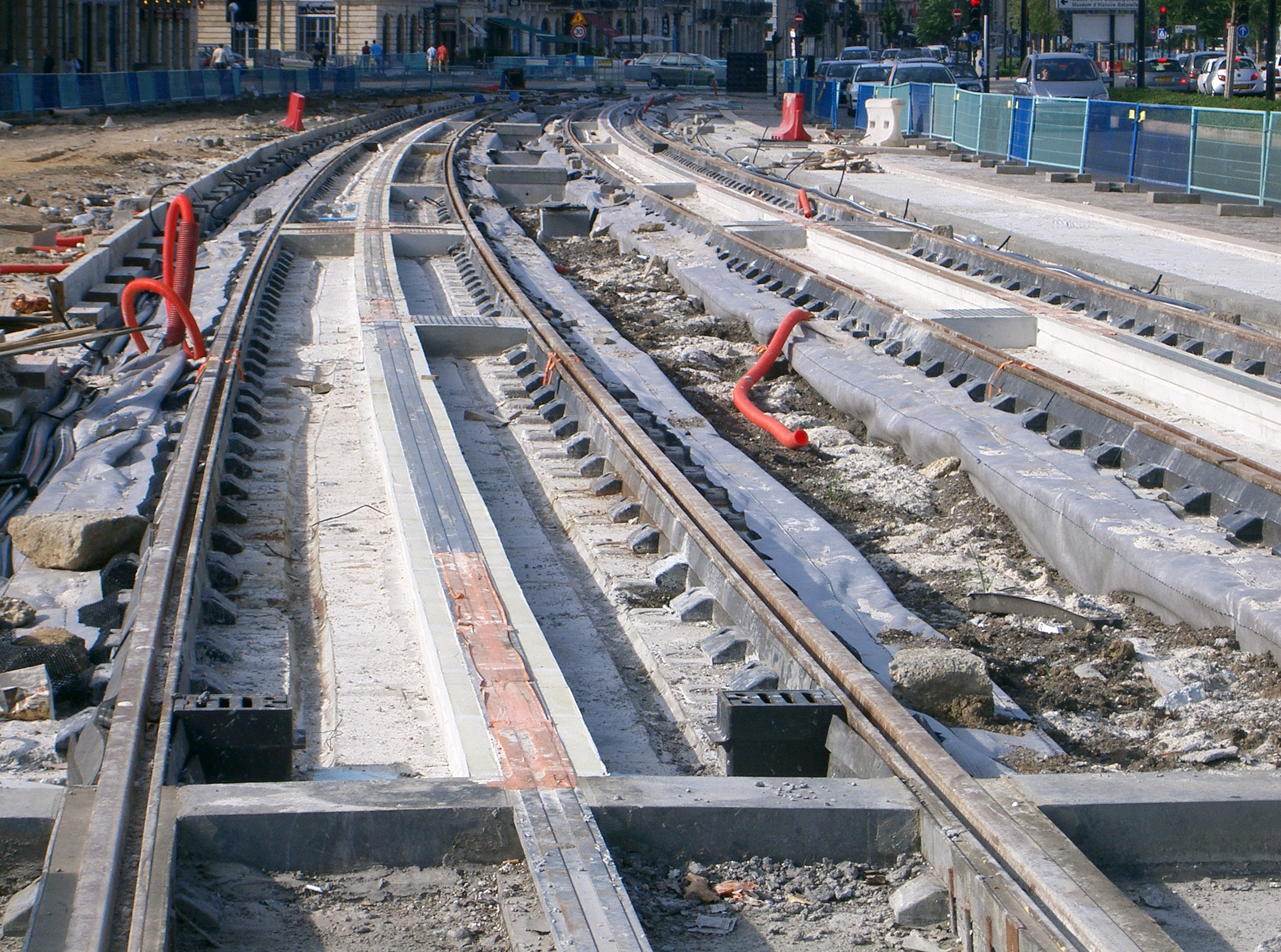
建設中の軌道
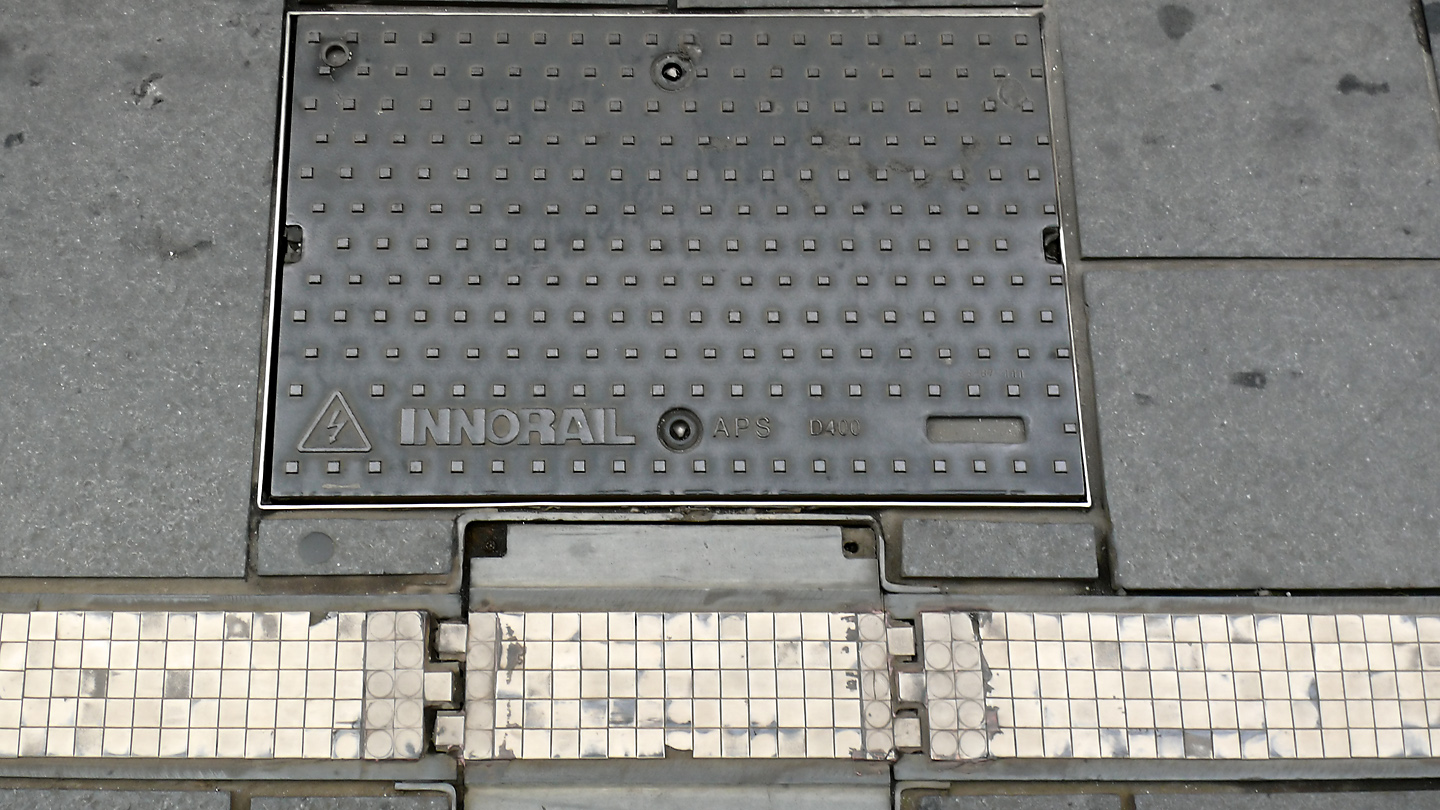
制御箱
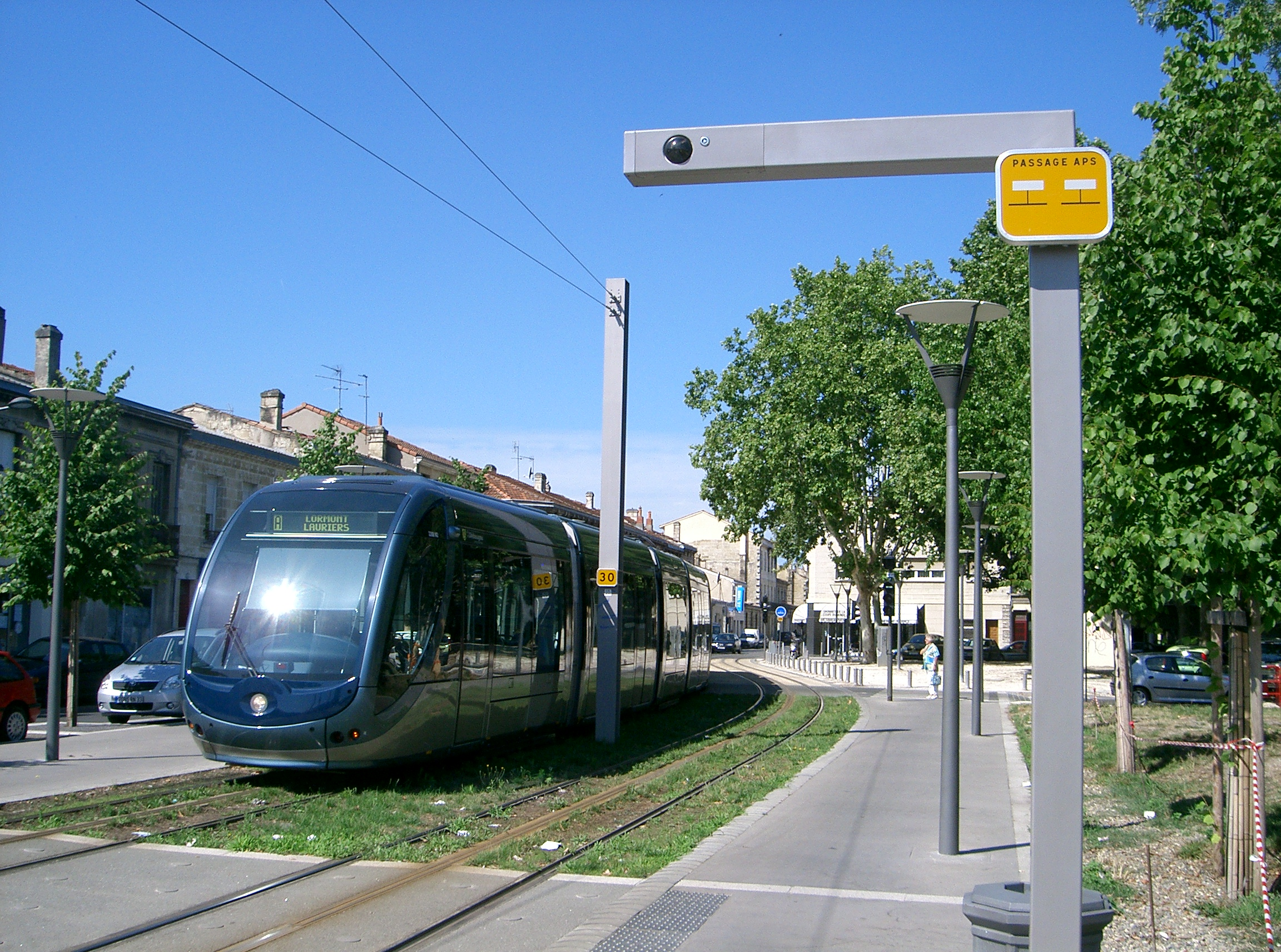
APSと架線集電の切り替え地点

### その他の都市
フランスではアンジェ（2011年開業予定）、ランス（同）、オルレアンのB線（2012年開業予定）でAPSの採用が決まっている。フランス国外ではアラブ首長国連邦のドバイとブラジルのブラジリアで採用される予定である。なおニースでも採用が検討されたが、バッテリー走行方式に変更され、2007年に開業した。
2016年に開業したリオデジャネイロの路面電車VLT Cariocaは、架線を全く使わず全区間がAPSになっている。

## その他の地表集電方式

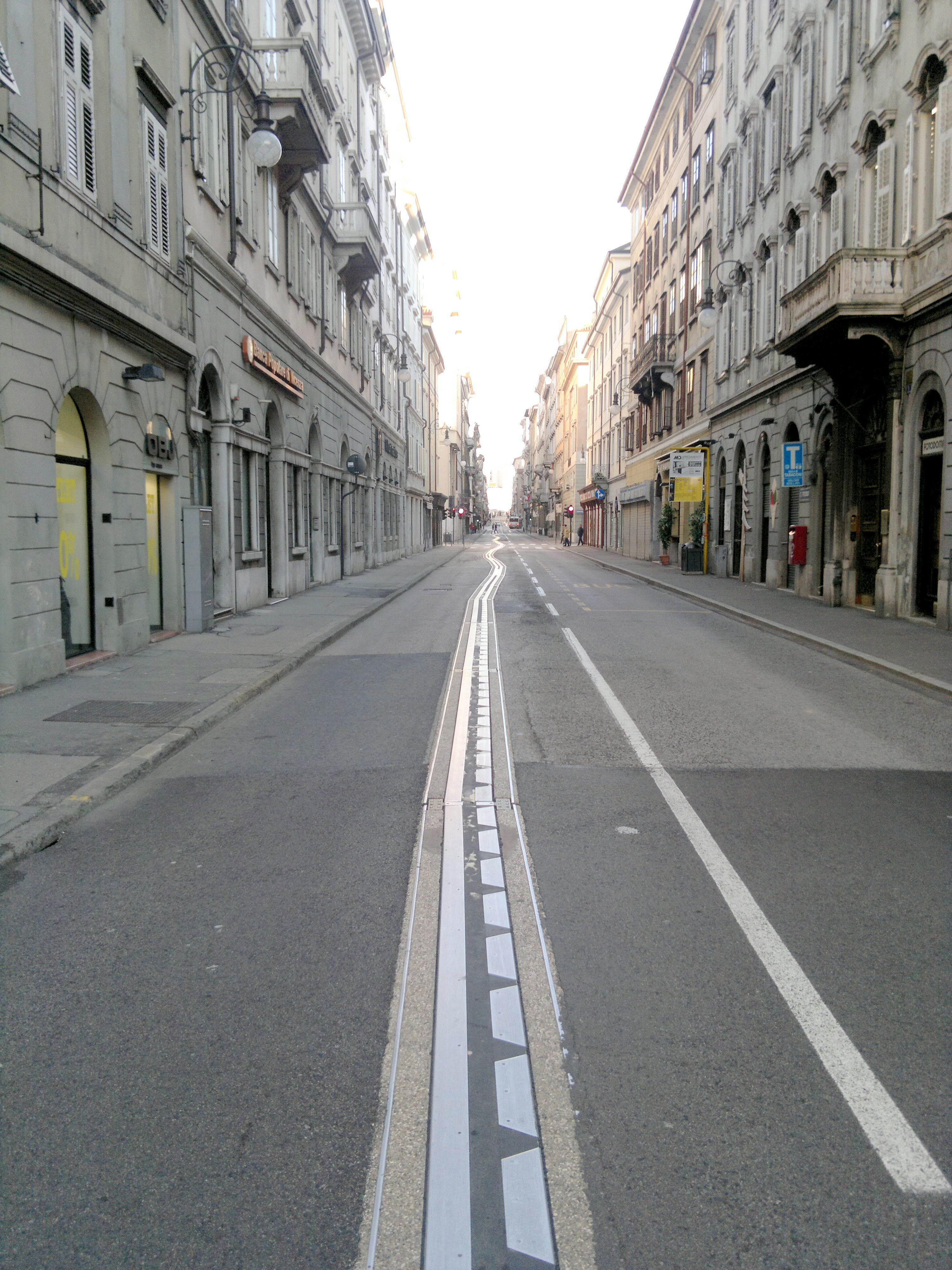
トリエステの路上の集電路 、スロットカーのように集電ブラシで電路上を摺動する事により集電する。トロリーバス用で左側が接地されており、断続する右側の内部に磁石で吸引される事によって給電する電路が埋め込まれている。

### スタッド・コンタクト式
そりが集電路の上を通過するときに普段は下がっている電極が車載の磁石による磁力で吸引されて上昇して通電する。

### 暗渠集電式
暗渠内に設けた第三軌条から集電する方式で架線柱を並べる必要がなかったが絶縁や保守に手間がかかる為、ロンドンやワシントンDC、マンハッタン島、ボルドー等、一部の都市を除いて普及には至らなかった。

### 磁力吸引集電式
イタリアのトリエステでトロリーバス用として1998年から試験された車上の磁石の吸引力で電路内の導体を吸引して電力を供給する方式で他の地表集電方式と比較して建設費、運用費が安価である等の利点があったが実用化には至らなかった。